# زوي بيري
زوي بيري (بالإنجليزية: Zoe Perry)‏ (من مواليد 26 سبتمبر 1983)  هي ممثلة أمريكية. اشتهرت بتصوير دورها كماري كوبر في يونغ شيلدون ولأدوارها المتكررة في مسلسلي العائلة والفضيحة .

## مسارها المهني
ولدت زوي بيري في شيكاغو للممثلين لوري ميتكالف وجيف بيري . كانت أول أدوارها التلفزيونية ظهورين مثل جاكي هاريس (كما رأينا في الفلاش باك) على المسرحية الهزلية ABC Roseanne ، الشخصية التي صورتها والدتها. ومع ذلك ، لم يرغب والداها في مواصلة التمثيل حتى أصبحت بالغة ، خوفًا من تأثير الضغط. قالت زوي إنها كانت خجولة جدًا في التمثيل في المدرسة الثانوية ، لكنها بدأت في الأداء في جامعة نورث وسترن ، كوسيلة لتكوين صداقات بعد الانتقال من جامعة بوسطن .
بعد التخرج ، انتقلت زوي إلى نيويورك للبحث عن عمل تلفزيوني ، وحصلت على أدوار صغيرة في مسلسل مثل Law & Order: Criminal Intent ، لكن الحنين إلى الوطن أعادها إلى كاليفورنيا ، حيث وجدت العمل المسرحي. في عام 2013 ، قامت بأداء في The Other Place في برودواي إلى جانب والدتها. في عام 2015 ، قدمت إلى جانب والدها وكيفن ماكيد في الدراما الفائزة بجائزة يوجين أونيل للفوز بجائزة آنا كريستي في فرقة مسرح أوديسي في غرب لوس أنجلوس.
ظهر زوي في تسع حلقات من مسلسل ABC The Family في عام 2016. في عام 2017 ، كان لها دور متكرر في مسلسل الفضيحة الإثارة السياسية ABC ، بطولة والدها. في نفس العام ، قامت بدور ماري كوبر (والدة شيلدون كوبر ) في مسلسل يونغ شيلدون ، وهو عرض منفصل من المسلسل الكوميدي CBS The Big Bang Theory ، تصور مرة أخرى نسخة أصغر من دور والدتها. على الرغم من ارتباط عائلتها بالشخصية ، تلقت الدور من خلال الاختبار.
في ديسمبر 2018 ، تم ترشيح بيري لجائزة اختيار النقاد التلفزيونية لأفضل ممثلة مساعدة في مسلسل كوميدي ، وكذلك والدتها لدورها في The Conners . ذهبت الجائزة إلى أليكس بورستين للسيدة الرائعة ميسيل .

## مسرح
| عام       | عنوان               | الدور            | مكان                       |
| --------- | ------------------- | ---------------- | -------------------------- |
| 1992      | شيء من الحب         |                  | شركة مسرح ستيبينوولف       |
| 1998      | وعاء أمي            | لورين            | شركة مسرح ستيبينوولف       |
| 2006      | الراحل كريستوفر بين | سوزان هاجيت      | استوديو مسرح شركة الممثلين |
| 2010      | ملازم Inishmore     | ميريد            | منتدى مارك تفتق            |
| 2010      | حديقة الخريف        | صوفي تاكرمان     | شركة Antaeus               |
| 2011      | أيام الانتهاء       | راشيل شتاين      | فرقة مسرح أوديسي           |
| 2011      | السلام في زماننا    | ليلي بليك        | شركة Antaeus               |
| 2012-2013 | المكان الآخر        | المرأة           | مسرح صموئيل فريدمان        |
| 2013      | تلفزيون جيد         | بريتاني          | شركة مسرح الأطلسي          |
| 2014      | الطريق الغربي       | ماندا            | شركة مسرح ستيبينوولف       |
| 2015      | آنا كريستي          | آنا              | فرقة مسرح أوديسي           |
| 2015      | سأعيدك مرة أخرى     | القراءة المرحلية | شركة مسرح ستيبينوولف       |

## فيلموغرافيا

### فيلم
| عام  | عنوان              | الدور        | ملاحظات   |
| ---- | ------------------ | ------------ | --------- |
| 2005 | Allegretto '75     | ميريديث بروك | فيلم قصير |
| 2008 | الخداع             | سكرتير # 1   |           |
| 2008 | فقدان الماس الدمعة | ماتيلد       |           |
| 2011 | وعاء تركيا         | زوي          |           |
| 2014 | قطن                | ماكسين       |           |
| 2016 | لا أجر ، عُري       | ريني         |           |

### التلفاز
| عام                | عنوان                            | الدور                               | ملاحظات                                   |
| ------------------ | -------------------------------- | ----------------------------------- | ----------------------------------------- |
| 1992 ، 1995        | Roseanne                         | جاكي الشاب                          | 2 حلقات                                   |
| 2006               | القانون والنظام: النية الإجرامية | ويندي                               | الحلقة: " شاغر "                          |
| 2006               | قناعة                            | أودري نولز                          | 2 حلقات                                   |
| 2006 و 2008 و 2010 | أولادي                           | نادلة                               | 4 حلقات                                   |
| 2007               | حافظة باردة                      | ميليندا ليفي 82                     | حلقة: " العدالة "                         |
| 2008               | الممارسة الخاصة                  | ليزا                                | الحلقة: " Equal &amp; Opposite "          |
| 2009               | أفي 43                           | جانيت                               | 2 حلقات                                   |
| 2012               | تشريح غراي                       | كاتي نونان                          | الحلقة: " القدر الجميل "                  |
| 2013               | الطلقة الثانية                   | كريستال مونسون                      | الحلقة: "إذا لم يتم إصلاحها ، فلا تكسرها" |
| 2016               | العائلة                          | جين                                 | 9 حلقات                                   |
| 2016               | NCIS                             | ضابط شرطة هاربرس فيري كريستين فيلدز | 2 حلقات                                   |
| 2017               | ليف ومادي                        | مارلو                               | الحلقة: " Tiny House-A-Rooney "           |
| 2017               | فضيحة                            | سامانثا رولاند                      | 9 حلقات                                   |
| 2017 – الآن        | يونغ شيلدون                      | ماري كوبر                           | دور رئيسي                                 |

## روابط خارجية
- زوي بيري على موقع IMDb (الإنجليزية)
- زوي بيري على موقع قاعدة بيانات برودواي على الإنترنت (الإنجليزية)
- زوي بيري على موقع قاعدة بيانات الفيلم (الإنجليزية)
- zoejperry على تويتر.
- [http://www.imdb.com/name/nm1409365/ Zoe Perry

] في قاعدة بيانات الأفلام على الإنترنت
- زوي بيري على CBS.com